# Roger Føleide
Roger Føleide (22 novembre 1959) è un ex calciatore norvegese, di ruolo difensore.

## Carriera
Føleide ha giocato con la maglia dell'Haugar. Il 16 settembre 1980, ha giocato la prima partita nella Coppa delle Coppe 1980-1981, venendo schierato titolare nel pareggio per 1-1 maturato sul campo del Sion. L'Haugar, al tempo militante in 2. divisjon, ha disputato questa manifestazione in virtù della sconfitta in finale nel Norgesmesterskapet 1979 contro il Viking; il contemporaneo successo in campionato della squadra ha garantito quindi l'accesso della squadra alla Coppa delle Coppe. Al termine del campionato 1980, l'Haugar ha centrato la promozione nella massima divisione norvegese. Nel corso del 1981, Føleide ha pertanto giocato in 1. divisjon.
L'anno successivo si è trasferito al Djerv 1919. Dal 1986, Føleide ha vestito la maglia del Viking. Ha esordito con questa maglia in campionato in data 27 aprile, schierato titolare nel pareggio per 0-0 contro il Rosenborg. Il 5 ottobre, Føleide ha trovato il primo gol, nel 4-0 inflitto allo Strømmen. Al termine di quella stessa annata, il Viking è retrocesso in 2. divisjon.
Føleide è rimasto al Viking per un'ulteriore stagione. Nel 1988 ha fatto ritorno allo Djerv 1919.